# 基里馬
10°54′S 18°05′E / 10.900°S 18.083°E
基里馬（葡萄牙語：Quirima），是安哥拉的城鎮，位於該國北部，由馬蘭哲省負責管轄，北鄰坎本迪-卡滕博，面積10,077平方公里，2006年人口36,349，人口密度每平方公里4人。